# Francis Warin
Pour les articles homonymes, voir Warin (homonymie).
Francis Warin est un réalisateur français né le 7 juin 1930 à Paris et mort le 27 décembre 2015 dans la même ville.

## Biographie
Après avoir tourné deux courts métrages au cours des années 1960, Francis Warin a réalisé La Vie facile, son unique long métrage sorti en 1973.
Il a travaillé également pour la télévision. Il est aussi connu comme peintre.
Francis Warin est le petit-neveu du collectionneur d'art Alphonse Kann et fut le dernier de ses héritiers à l'avoir connu.

## Filmographie

### Courts métrages
- 1961 : Aicha (coréalisateur : Noureddine Mechri)
- 1970 : La Bergère en colère (présenté à la Quinzaine des réalisateurs 1970[4])

### Long métrage
- 1973 : La Vie facile